# Solidaridade Galega
Solidaridade Galega foi uma organização política regionalista galega activa entre 1907 e 1912.
Depois do triunfo eleitoral da Solidaritat Catalana en 1906, na Galiza aumentaram os contactos entre as forças da oposição para o estabelecimento duma força política que aglutina-se aos sectores contrários ao turnismo.
No verão de 1907, 42 pessoas assinam o "Manifesto Solidário", que deu origem a Solidaridade Galega na que confluem os republicanos dirigidos por Xosé Rodríguez Martínez, os republicanos federais de Moreno Barcia, os tradicionalistas de Xoán Vázquez de Mella e os regionalistas de Manuel Murguía, Galo Salinas e Uxío Carré.
O anti-caciquismo e o apoio ao associacionismo agrário foram os dois pilares da organização, debaixo do seu patrocínio formaram-se 400 sociedades agrarias, em 1911 só 85 permaneciam afiliadas à SG.
Nas eleições municipais de 1910 obteve 258 vereadores na província da Corunha, todavia as diferenças entre os membros da organização impediu a sua consolidação.
Solidarismo galego, o seu órgão oficial, apareceu em dezembro de 1907.